# Marie Noëlle
Marie Noëlle ist eine deutsch-französische Regisseurin, Drehbuchautorin und Filmproduzentin. Sie wurde u. a. durch ihre Filme Marie Curie und Heinrich Vogeler – Aus dem Leben eines Träumers bekannt. Außerdem arbeitete sie zusammen mit ihrem Ehemann Peter Sehr und mit Herbert Achternbusch in unterschiedlichen Funktionen an gemeinsamen Filmprojekten.

## Leben und Schaffen
Marie Noëlle wuchs in Frankreich auf, sie ist die Tochter einer Spanierin und eines Franzosen. Noëlle studierte Mathematik dann an der ESCP. In Oxford lernte sie ihren späteren Mann Peter Sehr (1951–2013) kennen und drehte ab 1979 erste Kurzfilme mit ihm zusammen.
Seit 1982 ist Noëlle u. a. als Regisseurin, Produzentin, Drehbuchautorin und Editorin in der Filmbranche tätig. 1988 gründete sie mit Peter Sehr die Produktionsfirma P’Artisan Filmproduktion GmbH.
Für die „fiktive Dokumentation“ …und nicht ein Tohuwabohu schrieben Noëlle und Sehr das erste Mal gemeinsam das Drehbuch und führten Regie. Für den ersten Spielfilm, bei dem sie allein Drehbuch und Regie verantwortete, Ich erzähle mir einen Mann, wurde sie für den Max-Ophüls-Preis nominiert. An Das serbische Mädchen und Kaspar Hauser von Peter Sehr wirkte sie ebenfalls mit.
Ab 1989 arbeitete sie mit Herbert Achternbusch zusammen. So übernahm sie z. B. bei Niemandsland, I Know the Way to the Hofbrauhaus und Ab nach Tibet die Produktions- und Herstellungsleitung. 1992 veröffentlichte sie unter dem Pseudonym „Mary O’Nell“ das Kinderbuch Arwagar, le cheval mongol (Arwagar, das mongolische Pferd) mit Zeichnungen von Achternbusch.
Für das Drehbuch zu Die Frau des Anarchisten, der 2008 herauskam, ließ sich Noëlle von der Geschichte ihrer Großmutter während des Spanischen Bürgerkriegs inspirieren. Der Film, bei dem sie und Peter Sehr Regie führten und den sie auch produzierten, lief z. B. auf dem Sundance Film Festival und wurde auf dem Filmfest München mit dem Friedenspreis des Deutschen Films ausgezeichnet.
Es folgte "Love the Hard Way", wo sie das Drehbuch schrieb, mit inszenierte und den Schnitt fertig stellte. 
Nach acht Jahren Vorbereitungszeit und fünf Monaten Drehzeit brachten Noëlle und Sehr 2012 Ludwig II. mit der Warner heraus, der die "Ludwig" Fans begeisterte. Trotz diesen Fans, die nicht zögerten den Film mehrmals angeschaut haben (bis zu 23. Mal!), trotz Staraufgebot und Dreh an Originalschauplätzen bebkam der Film entweder Hymne oder Verrisse. Von Warner schlecht platziert flopte der Film an den Kinokassen. Es war das letzte gemeinsame Filmprojekt des Paares, da Peter Sehr 2013 verstarb.
Drei Jahre später feierte Marie Curie Premiere, bei dem Noëlle für Regie, Drehbuch und Schnitt verantwortlich war. Der Film lief u. a. auf dem Toronto International Film Festival und wurde mit dem Bayerischen Filmpreis ausgezeichnet und in Poland, Frankreich und Deutschland erfolgreich ausgewertet.
2020 begannen die Dreharbeiten für Heinrich Vogeler – Aus dem Leben eines Träumers, bei dem Noëlle Regie und Drehbuch übernahm. Das Dokudrama kam 2022 anlässlich des 150. Geburtstags von Heinrich Vogeler heraus.
Noëlle ist Gründungsmitglied des Vereins Treffpunkt Filmkultur e. V., der seit 2005 Kinder und Jugendliche für Film begeistern möchte und dazu mit anderen Filmschaffenden sowie Bildungseinrichtungen zusammenarbeitet.
Sie ist Mitglied der Deutschen und der Europäischen Filmakademie. Außerdem war sie Dozentin an der HFF München, wo sie 2024 eine Honorar Professur bekam  sowie der Drehbuchwerkstatt München. An der Filmakademie Baden-Württemberg lehrte sie im Rahmen des „Ateliers Ludwigsburg-Paris“. Zusammen mit ihrem Mann und Dagmar Hirtz betrieb sie eine Zeitlang das Münchner Arri-Kino.

## Filmografie (Auswahl)

### Regie
- 1988: ...und nicht ein Tohuwabohu (zusammen mit Peter Sehr, Dokumentarfilm)
- 1995: Ich erzähle mir einen Mann
- 1998: Komm doch an den Tisch – Ein Fresco von Herbert Achternbusch
- 2008: Die Frau des Anarchisten (zusammen mit Peter Sehr)
- 2012: Ludwig II. (zusammen mit Peter Sehr)
- 2016: Marie Curie
- 2021: Dürer (TV-Doku-Fiktion) mit Wanja Mues und Hannah Herzsprung
- 2022: Heinrich Vogeler – Aus dem Leben eines Träumers (Dokudrama)mit Florian Lukas, Anna Maria Mühe und Samuel Finzi

### Drehbuch
- 1988: ...und nicht ein Tohuwabohu (zusammen mit Peter Sehr, Dokumentarfilm)
- 1995: Ich erzähle mir einen Mann
- 1998: Obsession (zusammen mit Peter Sehr)
- 2001: Love the Hard Way (zusammen mit Peter Sehr)
- 2008: Die Frau des Anarchisten
- 2012: Ludwig II. (zusammen mit Peter Sehr)
- 2016: Marie Curie (zusammen mit Andrea Stoll)
- 2022: Heinrich Vogeler – Aus dem Leben eines Träumers

### Produktion
- 1994: Ab nach Tibet!
- 1998: Komm doch an den Tisch – Ein Fresco von Herbert Achternbusch
- 2003: Birkenau und Rosenfeld (Koproduktion)[16]
- 2008: Die Frau des Anarchisten
- 2012: Ludwig II.
- 2016: Marie Curie
- 2017: Ethiopiques: Revolt of the Soul (Koproduktion, Dokumentarfilm)

## Veröffentlichungen (Auswahl)
- Mary O’Nell (Pseudonym): Arwagar, le cheval mongol. Signe de Piste Editions, Paris 1992, ISBN 978-2-87654-076-7.

## Auszeichnungen
- 2008: Friedenspreis des Deutschen Films – Die Brücke für Die Frau des Anarchisten  (zusammen mit Peter Sehr)
- 2017: Bayerischer Filmpreis für Marie Curie (Beste Regie)
- 2024: Ernennung zur Honorarprofessorin der Hochschule für Fernsehen und Film (HFF) München[17]